# Ventilatietorens Spaarndammertunnel
Ventilatietorens Spaarndammertunnel is toegepaste kunst in Amsterdam-West.
Gemeente Amsterdam bouwde van 2015 tot en met 2017 aan de Spaarndammertunnel. Diezelfde gemeente gaf aan kunstenaar Frank Tjepkema, kortweg Tjep, de opdracht vorm te geven aan de vier ventilatietorens nabij en voor die tunnel, terwijl ze ook moesten passen in het aan te leggen Houthavenpark, een groenstrook tussen de Spaarndammerbuurt en Houthavens. Tjep ontwierp vier torens van elk zes meter hoogte in de vorm van in zijn woorden een origami van filigreinpatronen. De torens zijn opgebouwd uit hoekige vlakken, zodat de constructies volgens sommigen doen denken aan kristalvormen. Het uiterlijk bestaat uit microscopische beelden van bladeren, een verwijzing naar fotosynthese en de bomen, die dan of net aangeplant zijn of nog aangeplant moeten worden. De torens zijn van roestvast staal en zijn volgens de kunstenaar door hun vorm zelfdragend. Het proces van fabricage nam twee jaar in beslag; de torens werden in juli 2019 geplaatst door aannemer Max Bögl, bouwer van de tunnel.

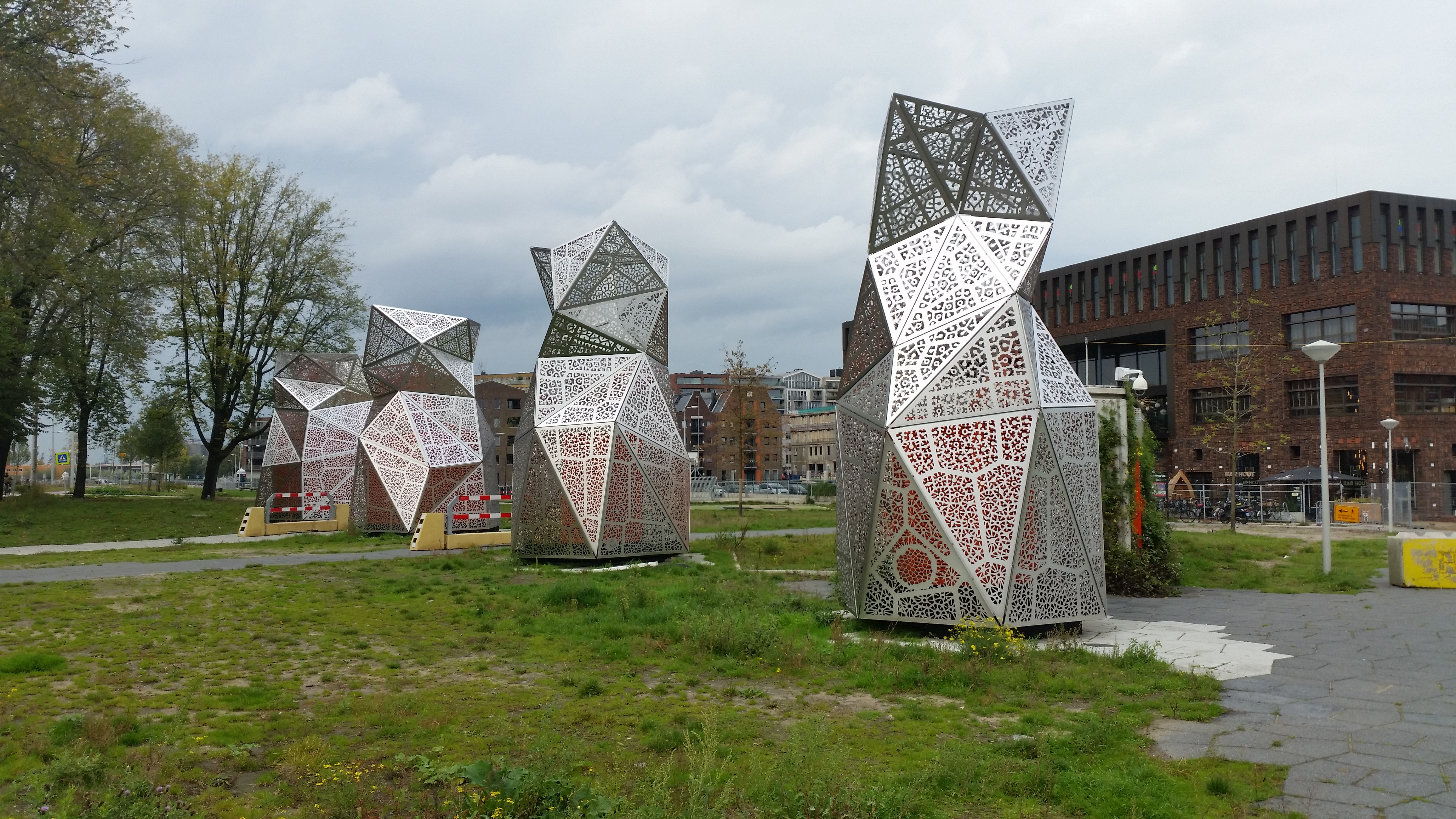
Vier torens (oktober 2019)